# Сімпсони (сезон 32)
Тридцять другий сезон мультсеріалу «Сімпсони» транслювався у США на телеканалі «Fox» з 27 вересня 2020 до 23 травня 2021 року. Серіал продовжено на 32 сезон 6 лютого 2019 року.
Цього сезону вийшла 700-а ювілейна серія («Manger Things»).
Запрошеними зірками сезону були: Майкл Пелін («I, Carumbus»), Бен Платт («Three Dreams Denied») Ганнібал Бересс («The Road to Cincinnati»), Еллі Кемпер («A Springfield Summer Christmas for Christmas») тощо.
Також цього сезону:
- у прем'єрній серії «Undercover Burns» містер Бернс помітив на стіні АЕС графіті, яке його критикує. Щоб усунути проблему, одягнувши спеціальний костюм, він пішов під прикриття змінюючи при цьому обличчя, голос і тіло, однак все, що він робить, говорило, що це — Бернс[4][5];
- вступ «Хатки жахів» («Treehouse of Horror XXXI») присвячено президентським виборам у США 2020 року[6][7];
- Олівія Колман виконала роль Лілі, фатальної жінки, яка приваблює кожного чоловіка, якого вона коли-небудь зустрічала, і яка закохалась у Гомера («The 7 Beer Itch»)[8][9];
- показані передісторії кількох другорядних персонажів: міс Гувер, вчительки Ліси («Sorry Not Sorry»), продавця коміксів («The Dad-Feelings Limited») і Сари Віґґам («Uncut Femmes»)[10][11][12][13][14];
- Клітус випадково став зіркою музики кантрі («Yokel Hero»)[15];
- для ювілейної, 700-ї, серії «Manger Things» Білл Плімптон всьоме занімував диванний гег[16][2];
- серія «Panic on the Streets of Springfield» була мюзиклом, в якому Бенедикт Камбербетч виконав роль постарілого провідного вокаліста The Smiths Морріссі, а Брет Макензі (з дуету «Flight of the Conchords») написав пісні для цього епізоду[17];
- Стівен Фрай виконав роль шпигуна, який думав, що дідусь Сімпсон належить до шпигунської мережі («The Man from G.R.A.M.P.A.»)[17].

## Нагороди та номінації
Сезон було номіновано на премію «Еммі». Серію «The Dad-Feelings Limited» було номіновано у категорії «Найкраща анімаційна передача» 2021 року.

## Список серій
| № серії (загалом) | № серії (в сезоні) | Назва серії                                                                            | Режисер(и)       | Сценарист(и)                                     | Оригінальна дата показу | Код серії | Глядачів в США (млн) |
| --- | ------------------ | -------------------------------------------------------------------------------------- | ---------------- | ------------------------------------------------ | ----------------------- | --------- | -------------------- |
| 685 | 1                  | «Undercover Burns» «Бернс під прикриттям»                                              | Боб Андерсон     | Девід Крайян                                     | 27 вересня 2020         | ZABF19    | 4,44                 |
| Під час свята «Візьміть свою дитину на роботу», містер Бернс помічає на стіні АЕС графіті, яке його критикує. Незабаром він дізнається, що його співробітники не дуже люблять його через його пихатість. Смізерс вирішує допомогти збентеженому Бернсу. Щоб усунути проблему, одягнувши спеціальний костюм, Бернс йде під прикриття як Фред змінюючи при цьому обличчя, голос і тіло, хоча все, що він робить говорить, що це — Бернс. «Фред» впроваджує всілякі зручності, щоб поліпшити життя своїх співробітників і стає другом з усіма, включно з Гомером, Ленні і Карлом. Однак, ревнивий через цю велику дружбу Смізерс планує повернути старого, жорстоко Бернса і знищити Фреда. Запрошені зірки: Девід Гарбор в ролі зміненого голосу містера Бернса, Філ Розенталь в ролі самого себе |                    |                                                                                        |                  |                                                  |                         |           |                      |
| 686 | 2                  | «I, Carumbus» «Я, Карамбій»                                                            | Роб Олівер       | Сезар Мезаріегос                                 | 4 жовтня 2020           | ZABF18    | 1,51                 |
| На музейній виставці, присвяченій Стародавньому Риму Мардж і Гомер вступають у суперечку через відсутність честолюбства Гомера. Вони уявляють давньоримську версію того, що сталося б, якби Гомер був більш керований кар'єрою… Запрошені зірки: Майкл Пелін в ролі куратора музею, Джо Мантенья в ролі Жирного Тоні |                    |                                                                                        |                  |                                                  |                         |           |                      |
| 687 | 3                  | «Now Museum, Now You Don't» «Ось музей є, а ось — вже немає»                           | Тімоті Бейлі     | Ден Гріні                                        | 11 жовтня 2020          | ZABF21    | 1,36                 |
| Ліса залишається вдома і не відвідує школу. Вона досліджує дива західного мистецтва. - Ліса уявляє себе Лісанардо. - Барт приймає форму французького імпресіоніста. - Меґґі грає роль воїна Амура. - Гомер і Мардж зображені як Дієго Рівера і Фріда Кало. |                    |                                                                                        |                  |                                                  |                         |           |                      |
| 688 | 4                  | «Treehouse of Horror XXXI» «Будиночок жахів на дереві XXXI»                            | Стівен Дін Мур   | Джулія Прескотт                                  | 1 листопада 2020        | ZABF17    | 4,93                 |
| «Toy Gory» — Сатирична пародія на «Pixar». Барт погано поводиться зі своїми іграшками. Однак, йому доведеться зіткнутися з наслідками… «Into the Homer-verse» — Шість різних версій Гомера із шести паралельних вимірів тероризують Спрінґфілд. «Be Nine, Rewind» — Свій дев'ятий день народження Ліса просто не може пережити… Запрошені зірки: Бен Манкевич в ролі самого себе |                    |                                                                                        |                  |                                                  |                         |           |                      |
| 689 | 5                  | «The 7 Beer Itch» «Сверблячка сьомого пива»                                            | Майкл Полчіно    | Сюжет: Ел Джін Сценарій: Джоел Коен і Джон Фрінк | 8 листопада 2020        | ZABF15    | 1,74                 |
| Мардж, Барт, Ліса та Меґґі їдуть у морські канікули до будинку своїх родичів у Марта-Віньярд, але Гомера не запрошують. Коли Гомер залишається вдома, його мимоволі спокушає Лілі, пригнічена фатальна жінка з Великої Британії. Вона приваблює кожного чоловіка, якого вона коли-небудь зустрічала. Однак єдиним чоловіком, в якого вона закохується, є той, хто не хоче її кохати — Гомер. Згодом містер Бернс робить Гомера своїм романтичним посередником із надзвичайно непередбаченими наслідками… Запрошені зірки: Олівія Колман в ролі Лілі |                    |                                                                                        |                  |                                                  |                         |           |                      |
| 690 | 6                  | «Podcast News» «Новини з подкастів»                                                    | Метью Фонан      | Девід Коен                                       | 15 листопада 2020       | ZABF22    | 3,5                  |
| Коли Мардж і Ліса підсідають на подкасти про справжні злочини, вони відчувають себе експертками, коли діда Сімпсона звинувачують у скоєнні вбивства нової подруги Вів'єн. Тим часом Кент Брокман сумнівається у своїй кар'єрі. Він робить власний подкаст про подію під назвою «Винний дідусь». Запрошені зірки: Морган Ферчайлд в ролі Вів'єн Сен-Шармен, Крістін Ненґл в ролі Табіти Шингл, Стеллан Скашгорд в ролі самого себе |                    |                                                                                        |                  |                                                  |                         |           |                      |
| 691 | 7                  | «Three Dreams Denied» «Розбиті три мрії»                                               | Стівен Дін Мур   | Даніель Вайсберг                                 | 22 листопада 2020       | QABF02    | 4,41                 |
| Виявляється, що мрією усього життя продавця коміксів було поїхати на «Комікалузу», і він, нарешті, потрапляє туди. Він планує поставити головне питання аудиторії сподіваючись, що він буде найнятий «Marvel Comics», але його принижують. Після відвідин фестивалю Барта наймають актором озвучування для нового мультсеріалу, але Барта бентежить його роль… принцеси. Тим часом Ліса закохується в нового хлопчика-саксофоніста на ім'я Блейк, який її вражає. Однак, він — не той, ким здається… Запрошені зірки: Бен Платт в ролі Блейка, Пол Радд в ролі самого себе |                    |                                                                                        |                  |                                                  |                         |           |                      |
| 692 | 8                  | «The Road to Cincinnati» «Дорога на Цинциннаті»                                        | Метью Настюк     | Джефф Вестбрук                                   | 29 листопада 2020       | ZABF20    | 1,63                 |
| Дивна пара Скіннера і Чалмерза вирушають у 800-мильну поїздку на автомобілі до Цинциннаті, щоб відвідати конгрес адміністраторів. Однак можна тільки здогадуватися, чи доберуться вони до місця призначення, не вбивши один одного… Запрошені зірки: Ганнібал Бересс в ролі Фінча, Джейсон Бейтман в ролі Макса Девіса |                    |                                                                                        |                  |                                                  |                         |           |                      |
| 693 | 9                  | «Sorry Not Sorry» «Шкода — не шкода»                                                   | Роб Олівер       | Нелл Сковелл                                     | 6 грудня 2020           | QABF01    | 1,66                 |
| Коли шкільний проєкт Ліси отримує ту саму оцінку, що і решта класу, B-, вона називає свою вчительку, міс Гувер, бездарністю і відмовляється вибачатися. Коли її впертість лише погіршує ситуацію, їй пропонують спробувати зрозуміти речі з точки зору своєї вчительки. Пізніше дівчинка дізнається про особистий біль міс Гувер з її минулого… Запрошені зірки: Аріана і Елла Пікнячі — виконавиці пісні в кінцевих титрах |                    |                                                                                        |                  |                                                  |                         |           |                      |
| 694 | 10                 | «A Springfield Summer Christmas for Christmas» «Спрінґфілдське літнє Різдво на Різдво» | Тімоті Бейлі     | Джессіка Конрад                                  | 13 грудня 2020          | QABF03    | 3,92                 |
| Кабельний канал «Heartmark» посеред літа знімає різдвяний фільм у Спрінґфілді. Тим часом Скіннер закохується у продюсерку фільма Мері. Запрошені зірки: Еллі Кемпер в ролі Мері, Кріс Парнелл в ролі кохання Мері, Річард Кайнд в ролі режисера |                    |                                                                                        |                  |                                                  |                         |           |                      |
| 695 | 11                 | «The Dad-Feelings Limited» «Обмежені почуття тата»                                     | Кріс Клементс    | Раян Кох                                         | 3 січня 2021            | QABF04    | 1,89                 |
| Провівши час з Меґґі, продавець коміксів та його дружина Куміко сперечаються про потребу народження дитини. Продавець коміксів, неохочий заводити дітей, втікає від тиску і своєї дружини до сімейного дому, де розкривається його дивовижна історія походження… Запрошені зірки: Дженні Йокоборі в ролі Куміко, Ден Екройд в ролі поціновувача поштових марок, Боб Балабан в ролі оповідача |                    |                                                                                        |                  |                                                  |                         |           |                      |
| 696 | 12                 | «Diary Queen» «Королева щоденника»                                                     | Метью Настюк     | Джефф Вестбрук                                   | 21 лютого 2021          | QABF05    | 1,43                 |
| На гаражному розпродажі Барт знаходить щоденник своєї старої покійної вчительки, Едни Крабапель, і дізнається, що вона неочікувано добре до нього відносилась і бачила у ньому потенціал. Це позитивно впливає на хлопчика, і Барт стає зразковим учнем. Однак, Ліса виявляє що Една писала не про нього. Після цього дівчинка вагається, чи розкрити секрет і засмутити брата… Запрошені зірки: Джо Мантенья в ролі Жирного Тоні, Марсія Воллес в ролі Едни Крабапель (архівні записи) |                    |                                                                                        |                  |                                                  |                         |           |                      |
| 697 | 13                 | «Wad Goals» «Цілі у згортку»                                                           | Майкл Полчіно    | Браян Келлі                                      | 28 лютого 2021          | QABF06    | 1,24                 |
| Дізнавшись про місцеве поле для гольфу, де гравці щедро платять своїм кедді, Барт погоджується на цю роботу і досягає успіху. Однак, Мардж переживає, що це руйнує його характер і майбутнє. Запрошені зірки: Стівен Рут в ролі Більдорфа |                    |                                                                                        |                  |                                                  |                         |           |                      |
| 698 | 14                 | «Yokel Hero» «Герой селюків»                                                           | Роб Олівер       | Джефф і Саманта Мартін                           | 7 березня 2021          | QABF07    | 1,38                 |
| Під час п'яної ночі з Клітусом Гомер клянеться стати новою людиною, кращим сім'янином. З його допомогою Клітус випадково стає співочою сенсацією музики кантрі. Згодом він відвертається від своїх шанувальників і Гомера, руйнуючи все. Запрошені зірки: Альберт Брукс в ролі спритного менеджера |                    |                                                                                        |                  |                                                  |                         |           |                      |
| 699 | 15                 | «Do PizzaBots Dream of Electric Guitars?» «Чи мріють піццаботи про електрогітари?»     | Дженніфер Моллер | Майкл Прайс                                      | 14 березня 2021         | QABF08    | 1,43                 |
| Гомер намагається об'єднати механічну групу з його юності, але творець фільмів і телешоу Джей Джей Абрамс отримує їх першим. Запрошені зірки: Ґреґ Ґранберґ в ролі персонажа «Зоряного шляху», Джей Джей Абрамс в ролі самого себе |                    |                                                                                        |                  |                                                  |                         |           |                      |
| 700 | 16                 | «Manger Things» «Ясельні дива»                                                         | Стівен Дін Мур   | Роб Лазебник                                     | 21 березня 2021         | QABF09    | 1,28                 |
| У серії вивчено секрет різдвяного минулого Фландерса… Напідпитку Гомер розчаровує Мардж на вечірці глузуванням над містером Бернсом. Дослідивши раніше не бачену кімнату в будинку Сімпсонів, Гомер намагається повернути Мардж. Це приводить його до дому Фландерсів… |                    |                                                                                        |                  |                                                  |                         |           |                      |
| 701 | 17                 | «Uncut Femmes» «Неграновані жінки»                                                     | Кріс Клементс    | Крістін Ненґл                                    | 28 березня 2021         | QABF10    | 1,22                 |
| Виявляється, що дружина шефа Віґґама, Сара — більше, ніж здається… Тим часом Мардж бере участь у розкраданні коштовностей. Запрошені зірки: Нік Офферман в ролі Капітана Боудича, Меган Маллаллі в ролі Сари Віґґам, Тія Сіркар в ролі Бетт, Наташа Ротвелл в ролі Ерін, Джо Мантенья в ролі Жирного Тоні, Боб Сігер в ролі самого себе |                    |                                                                                        |                  |                                                  |                         |           |                      |
| 702 | 18                 | «Burger Kings» «Бургер-королі»                                                         | Ленс Крамер      | Роб Лазебник                                     | 11 квітня 2021          | QABF11    | 1,24                 |
| Щоб поліпшити свій образ, містер Бернс займається бізнесом з продажу гамбургерів на рослинній основі. Ліса відмовляється вірити, що його наміри не призведуть до добра. |                    |                                                                                        |                  |                                                  |                         |           |                      |
| 703 | 19                 | «Panic on the Streets of Springfield» «Паніка на вулицях Спрінґфілда»                  | Метью Настюк     | Тім Лонг                                         | 18 квітня 2021          | QABF12    | 1,31                 |
| Після приниження перед всією школою у Ліси з'являється уявний друг — Квіллобі, депресивна знаменита альтернативна рок-зірка 1980-х років типу Морріссі. Він допомагає їй наносити вогонь у відповідь підлим «друзям» і Ліса стає одержимою ним. Тим часом Гомер отримує транспортний засіб із надзвичайним крутним моментом — він стає водієм вантажівки. Запрошені зірки: Бенедикт Камбербетч в ролі Квіллобі |                    |                                                                                        |                  |                                                  |                         |           |                      |
| 704 | 20                 | «Mother and Child Reunion» «Возз'єднання матері та дитини»                             | Дженніфер Моллер | Дж. Стюарт Бернс                                 | 9 травня 2021           | QABF14    | 1,11                 |
| У майбутньомму Ліса приймає шокуюче рішення — не поступати до коледжу. Це ранить Мардж і розсварює матір і доньку на довгі роки… Запрошені зірки: Вернер Герцог, Нейт Сільвер і Джордж Стефанопулос в ролі самих себе |                    |                                                                                        |                  |                                                  |                         |           |                      |
| 705 | 21                 | «The Man from G.R.A.M.P.A.» «Агенти Д.І.Д.»                                            | Майкл Полчіно    | Керолін Омайн                                    | 16 травня 2021          | QABF13    | 1,06                 |
| Британський шпигун Терренс прибуває до Спрінґфілда в рамках своїх 50-річних пошуків російського шпигуна, відомого як Сірий Лис. Гомер знайомиться з Терренсом і дізнається про його пошуки. Незабаром вони приходять до висновку, що дідусь Сімпсон може не тільки належати до шпигунської мережі, але і навіть бути зрадником США… Запрошені зірки: Стівен Фрай в ролі Терренса, батька Терренса, Гейзел і голови «MI5»; Моріс ЛаМарш в ролі Орсона Веллса |                    |                                                                                        |                  |                                                  |                         |           |                      |
| 706 | 22                 | «The Last Barfighter» «Останній барний боєць»                                          | Тімоті Бейлі     | Ден Веббер                                       | 23 травня 2021          | QABF15    | 1,02                 |
| Після того, як Мо порушує найсвятіше правило барменів, таємне товариство барменів прагне помститися Гомеру та його друзям. Бармени вводять їм сироватку, яка не дає їм пити алкоголь… Запрошені зірки: Іян Макшейн в ролі Артеміса |                    |                                                                                        |                  |                                                  |                         |           |                      |